# 中外合资经营企业
中外合资经营企业，常用简称中外合资企业，是外国投资者在中国内地进行投资的一种方式，属三资企业之一。
根据《中华人民共和国中外合资经营企业法》规定，中外合资企业的合营各方按注册资本比例分享利润和分担风险及亏损；这与中外合作企业对于所设企业风险的承担、利润的分配的依据有所不同，中外合作企业则依双方的合同约定来划分。中外合资企业的形式必须为有限责任公司，注册资本中，外国投资者的投资比例一般不低于25%；如果低于25%，国家税务总局规定，办理税务登记、适用税制一律按照内资企业处理。
2020年1月1日起，根据新施行的《中华人民共和国外商投资法》，中外合资企业这一企业类型被废除，并入外商投资企业，现有的中外合资企业将于5年过渡期内变更为新的类型。